# Efat Ghazi
Efat Ghazi (persiska: عفت قاضی), född 2 november 1935, död 6 september 1990 i Västerås, var en svensk kvinna som dödades i ett bombattentat i Sverige 1990.
Efat Ghazi föddes i en kurdiskt  familj i norra Iran. Hennes far, Qazi Muhammad, var president i den kurdiska Mahabadrepubliken som utropades i iranska Kurdistan 1946. Efter juridikstudier i Iran arbetade Efat Ghazi som lärare, ett yrke hon fortsatte med i Sverige dit hon senare kom som flykting. Hon fick uppehållstillstånd i Sverige 1985. I Sverige återförenades hon också med sin make med vilken hon hade två döttrar. Maken, Emir Ghazi, var tidigare ledamot av politbyrån i Iranska kurdistans demokratiska parti (PDK-I) och senare ledare för det nybildade Kurdistans självständighetsparti, vars verksamhet han fortsatte att driva aktivt från Sverige. Efat Ghazi själv var inte politiskt aktiv.
Den 6 september 1990 klockan 12.45 skadades Efat Ghazi allvarligt sedan hon öppnat en brevbomb utanför familjens radhus i Västerås. Hon fördes till sjukhus där hon avled av skadorna knappt tre timmar senare. Av de pappersrester som hittades vid attentatsplatsen framgick att brevet inte alls var avsett för henne utan för hennes make. Irans regering utpekades snabbt som skyldigt till attentatet, som hade många likheter med andra mord och mordförsök på iranska oppositionella i exil under den här tiden. Några år efter attentatet beslutade dock den svenska polisen att lägga ned utredningen på grund av brist på bevis.
Cirka 1000 personer, varav många från utlandet, deltog i begravningståget vid Efat Ghazis begravning i Västerås. Bland talarna fanns bland andra den tidigare partiledaren för dåvarande Vänsterpartiet kommunisterna C.-H. Hermansson.